# Rai Alto Adige
Rai Alto Adige è la struttura in lingua italiana della sede Rai di Bolzano e trasmette su tutto il territorio del Trentino - Alto Adige i suoi programmi televisivi e radiofonici.

## Storia

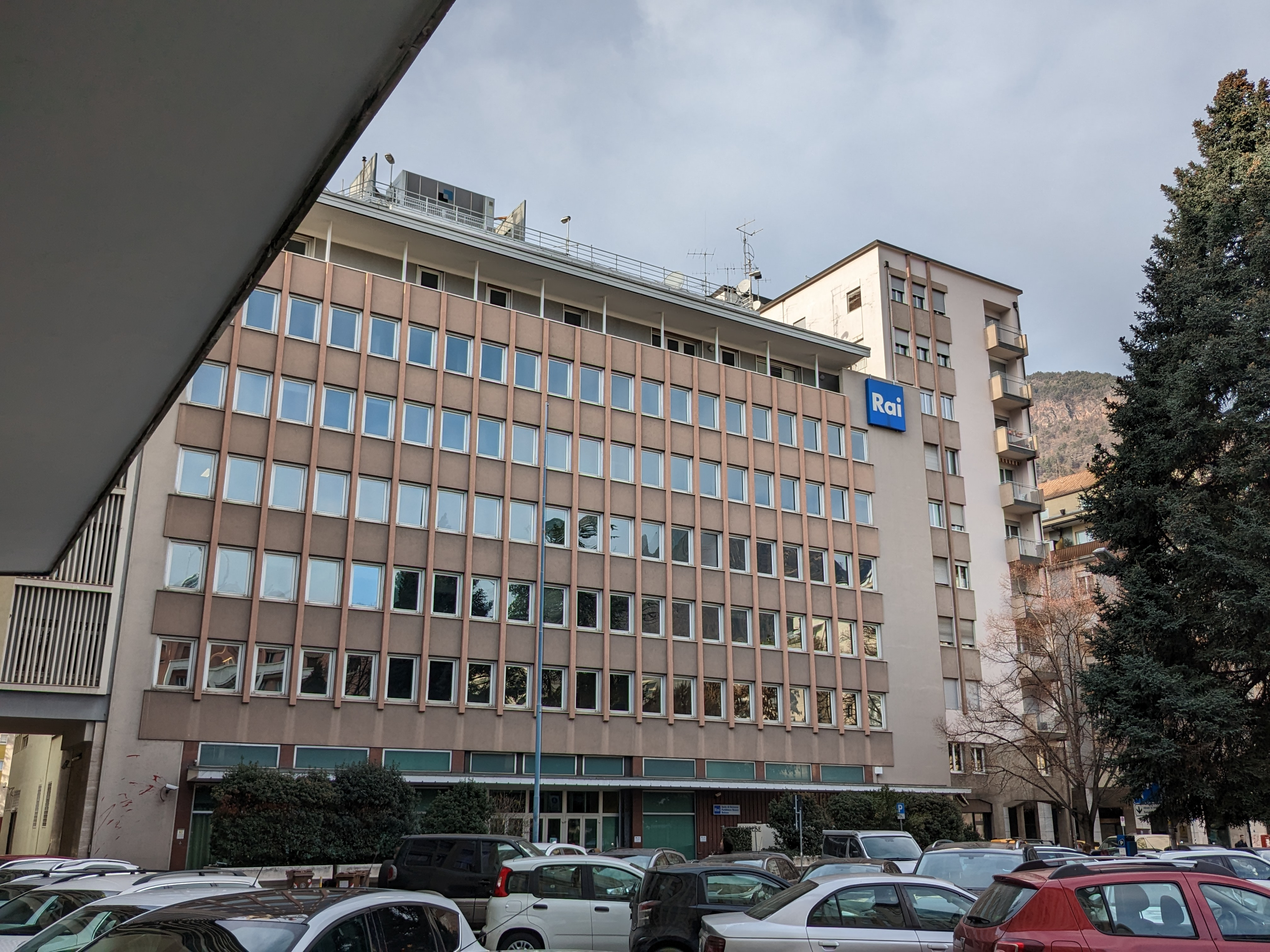
La sede RAI di Bolzano

La Sede di Bolzano esiste dal 1928 e dal 1960, in concomitanza della costruzione della nuova sede, realizza anche programmi televisivi. La Sede di Bolzano inizia a trasmettere programmi televisivi locali solamente con la realizzazione della Rete 3 (ora Rai 3) che lancia i notiziari regionali. Oltre alla normale programmazione standard, la Sede di Bolzano trasmette, in alternanza con Trento, un'ora di trasmissioni locali la domenica mattina. Diversamente dal Sender Bozen e dalla TV Ladina, la Sede di Bolzano trasmette sulle frequenze di Rai Tre nazionale e la domenica mattina la programmazione regionale copre quella nazionale. La maggioranza dei suoi programmi sono dunque di stampo giornalistico e a cura della redazione giornalistica del TGR.
Dal 2013 la struttura italofona assume il nome di Rai Alto Adige e tutte le trasmissioni (compreso il TGR) vengono convertite al formato d'immagine 16:9.

## Sedi

### Bolzano e Trento
La Sede di Bolzano, seppure indipendente da una struttura regionale superiore, deve condividere i propri spazi con la sede RAI di Trento e ciò non sempre senza problemi. Un caso particolare è la messa in onda del TG Regione, che nelle edizioni delle 14:00 e delle 19:35 viene trasmesso da entrambi gli studi, che si alternano le notizie. Molta gente pensa ancora che i due conduttori si trovino nello stesso studio televisivo. Le edizioni notturne vengono trasmesse in autonomia provinciale per consentire la diffusione di tutte le notizie che interessano l'una o l'altra provincia. Più volte la Sede di Bolzano ha chiesto il distacco completo delle due sedi, creando in questo modo un telegiornale regionale dell'Alto Adige, ma questo progetto è sempre stato ostacolato sia da Trento che dalla direzione centrale della TGR, soprattutto con l'arrivo di Angela Buttiglione, che anzi, avrebbe tentato di regionalizzare le due sedi. La Sede di Bolzano però non può agire al meglio dovendo condividere il proprio spazio con Trento e ciò lede soprattutto alla RAI altoatesina: mentre in Trentino il telegiornale fa buoni ascolti, sia perché non ha una concorrenza diretta (le emittenti private trasmettono i loro notiziari alle 19:00) e sia perché i trentini sono interessati alle notizie che provengono dall'Alto Adige, a Bolzano si deve fare i conti con la tv privata di Video 33 che trasmette alla stessa ora e solo notizie da Bolzano e provincia. Oltre a ciò si aggiunge il problema della scarsità di spazio totale di trasmissione regionale: un'ora in più a settimana rispetto alle altre regioni. Lo stesso presidente della Provincia autonoma di Bolzano, Luis Durnwalder, ha osservato che le ore riservate alla Sede di Bolzano siano poche e in orari poco accessibili. Nel corso del 2007 sono state riportate, da un quotidiano locale, voci che prevederebbero uno "sdoppiamento" nella trasmissione ed un notiziario regionale esclusivamente altoatesino, in seguito ad un cambiamento di posizione da parte di Trento .

### Suddivisione dello spazio fra le sedi di Bolzano e di Trento
Al contrario delle altre regioni, che contano una sola sede regionale, per consentire una equa suddivisione del tempo di trasmissione, nelle due province autonome di Bolzano e di Trento è prevista una singolare suddivisione dei tempi e degli spazi. Per una settimana l'apertura e la chiusura di tutte le trasmissioni informative avvengono da Bolzano e quella successiva da Trento.
- Buongiorno Regione. Per la trasmissione è prevista un'unica sigla (Buongiorno Regione Trentino-Alto Adige, senza trattino). Per una settimana l'apertura avviene da Bolzano, dalla quale vengono diffuse le varie rubriche interne (Meteo, Viabilità, Ditelo alla TGR, Agenda, servizi di approfondimento) trattando tematiche di entrambe le province; i due spazi informativi della TGR avvengono invece da Trento (nella prima edizione dallo studio e nella seconda dalla redazione), con notizie e servizi riguardanti entrambe le province. Le immagini dalle webcam provengono da entrambi i capoluoghi e in uguale numero da altre località delle due province. La settimana successiva avviene il contrario, ossia apertura e rubriche interne da Trento e TGR da Bolzano. La rassegna stampa è invece sempre sdoppiata: da Bolzano vengono letti i titoli dei quotidiani altoatesini sia in lingua italiana che in lingua tedesca, mentre da Trento vengono letti i titoli dei soli quotidiani trentini. Nei titoli di coda compare invece la scritta "Sede Rai per il Trentino-Alto Adige", nonostante questa non esista de jure.
- TGR (14:00 e 19:35). Il notiziario televisivo regionale per le province autonome di Bolzano e di Trento è l'unico che conta 2 diverse sigle e 2 diverse grafiche: Per una settimana (da domenica a sabato) l'apertura (sigla, titoli e generalmente il primo servizio) e la chiusura (annuncio delle temperature minime e massime registrate nei due capoluoghi e congedo) avviene da Bolzano con la scritta "Bolzano" in caratteri più piccoli al di sotto di "Trentino-Alto Adige", mentre nella settimana successiva avviene da Trento con sottoposta la scritta "Trento" al nome della regione, questo sistema venne ripristinato soltanto per la sigla iniziale con la nuova grafica dal 16 dicembre 2019 per i quarant'anni di Rai 3. Nel 2015 e nel 2018 le scritte "Trento" e "Bolzano" furono tolte per poi essere ripristinate il 16 dicembre 2019. La trasmissione avviene quotidianamente per metà del tempo da Bolzano e per l'altra metà da Trento, con un sistema di alternanza (generalmente un lancio di servizio da uno studio e quello successivo dall'altro), ma dal 2017 la prima e seconda edizione del TGR avviene dagli entrambi gli studi. A differenza delle altre regioni, la grafica nei due studi si differenzia da quella della sigla: il nome "Trentino-Alto Adige" viene sostituito da "Bolzano" e da "Trento" nei rispettivi studi. Questo avviene anche nella TGR all'interno di Buongiorno Regione. Prima del 19 gennaio 2009 la sigla era unica e nei due studi al nome della regione (scritto su due righe) veniva sottoposto in caratteri più piccoli "Bolzano" e "Trento" nei rispettivi studi.
- TGR Meteo (14:20 e 19:55). La grafica del meteo non delinea i confini delle due province e divide il territorio regionale in zone climatiche: Valle dell'Adige (comprendente Merano, Bolzano, Trento e Rovereto), il Settore occidentale (principalmente la Val Venosta e le zone orientali sia del Sudtirolo che del Trentino) e il Settore orientale (principalmente la Val Pusteria e una striscia di Trentino). Essendo realizzato in base ad informazioni dell'Aeronautica Militare, vengono talvolta utilizzate formulazioni estranee alla realtà locale, come per esempio il bolzanese (anziché conca/zona/area/hinterland di Bolzano, o al più il bolzanino) o tramontana in presenza di föhn. Il TGR Meteo venne chiuso il 3 giugno 2018 e sostituito da Rai Meteo Regionale.
- TGR (00:10). Al momento l'edizione notturna è l'unica che prevede una trasmissione separata nelle due province autonome. Bolzano trasmette con la propria sigla/grafica per tutto l'Alto Adige, mentre Trento per tutto il Trentino. Generalmente viene inclusa una notizia dall'altra provincia. In chiusura viene letto il bollettino meteorologico dell'Ufficio Idrografico della provincia autonoma di Bolzano.
- TGR Il Settimanale. Per un sabato il primo servizio viene lanciato da Bolzano, mentre quello successivo da Trento.
- Trasmissioni televisive domenicali di Sede. Per una domenica, la programmazione regionale mattutina avviene da Bolzano con Passpartù - L'Alto Adige in tv, contenente varie trasmissioni, mentre la domenica successiva avviene da Trento con Terra di Montagne, generalmente monotematica. Vengono trasmesse in entrambe le province.
- GRR (tutte e tre le edizioni). Viene applicato lo stesso sistema delle due edizioni principali della TGR.
- Trasmissioni radiofoniche quotidiane di Sede. Alternanza quotidiana fra Bolzano e Trento.
- Televideo Regionale. Due edizioni separate: in Alto Adige si riceve il Televideo con il titolo Alto Adige Südtirol (con informazioni anche in lingua tedesca), mentre in Trentino si riceve con il titolo Trentino-Alto Adige ed è redatto solamente in lingua italiana.

## Direzione
Direttore dell'intera sede regionale Rai di Bolzano dal 2022 è Paolo Mazzucato, che coordina la programmazione in lingua italiana. Il caporedattore del TGR dell'Alto Adige è Sergio Mucci.

## Televisione

### Palinsesto
Il palinsesto televisivo della Rai-Sede di Bolzano è in gran parte analogo a quello delle altre regioni. L'informazione è garantita quotidianamente da tre edizioni del TGR (14:00, 19:35, tra le 22:45 e le 23:45) con le prime due dagli studi di Bolzano e Trento e la terza irradiata solamente nel territorio altoatesino da Bolzano. Il sabato alle 12:25, nella stagione televisiva invernale (da ottobre a maggio), viene trasmesso il TGR Settimanale, con servizi dalle due sedi di Bolzano e Trento. Le trasmissioni non realizzate dalla redazione giornalistica vengono trasmesse la domenica mattina nella fascia 09:45-10:45 in modo alternato da Bolzano e Trento. Nelle domeniche di trasmissioni da Bolzano vengono proposti due programmi all'interno del contenitore Passpartù – l'Alto Adige in tivù. Vengono proposte anche le versioni in lingua italiana di periodici dell'area germanofona e programmi culturali di vario genere. In occasione di avvenimenti sportivi di domenica mattina la programmazione regionale non va in onda. In caso di appuntamenti elettorali la Sede Rai di Bolzano trasmette le tribune politiche e i relativi commenti ai risultati in autonomia provinciale.

### Pubblicità
Rai Alto Adige non trasmette pubblicità a parte il meteo, che viene preceduto da uno sponsor.

### Teletext
Il televideo regionale dell'Alto Adige copre la sola Provincia Autonoma di Bolzano appositamente per servire in modo adeguato anche il gruppo linguistico tedesco ed è disponibile anche su internet.

### Trasmissioni importanti
Notizie:
- TG Regione
- Buongiorno Regione
- TGR Il Settimanale

Magazine:
- dF – Donne Frauen
- Alpe Adria
- Puntopiù
- Passpartù cultura
- In-forma
- Dossier Ambiente

### Coproduzioni e collaborazioni
La Rai-Sede di Bolzano è inserita all'interno del circuito delle televisioni regionali Circom Regional e concorre alla realizzazione di numerose coproduzioni come il periodico transfrontaliero della Mitteleuropa Alpe Adria insieme alle tv pubbliche di Slovenia, Croazia, Ungheria, Germania (Baviera), Austria e Svizzera, e viene trasmesso anche in Friuli-Venezia Giulia dalla Sede Rai di Trieste. La Sede Rai di Bolzano è anche membro all'interno della Rai della Comunità radiotelevisiva italofona, che riunisce le emittenti radiotelevisive pubbliche in lingua italiana di Italia, Svizzera, San Marino e Slovenia.

### Concorrenza
Il panorama televisivo altoatesino in lingua italiana è piuttosto ricco, a differenza di quello in lingua tedesca. Due emittenti trasmettono notiziari dedicati interamente all'Alto Adige: la bolzanina Video 33 e la regionale TCA, con sede distaccata a Bolzano. Oltre a queste vi è la trentina regionale RTTR, che trasmette da Trento un notiziario dalla loro sede di Bolzano. La concorrenza diretta per il TGR della sera viene però soprattutto da Video 33, che trasmette un telegiornale di stampo scandalistico dedicato alle sole notizie altoatesine e che raccoglie telespettatori soprattutto della zona di Bolzano città, mentre il TGR ha ascolti maggiori in periferia.

## Radio
Il programma radiofonico della RAI-Sede di Bolzano trasmette i notiziari sia sulle frequenze di Radio 1 che su quelle locali della RAI, mentre i programmi di contenuto ricreativo, culturale o di servizio vengono trasmessi su Radio 2 e sulle frequenze locali. I giornali radio regionali vengono trasmessi alle 07:20 (10 minuti), 12:10 (17 minuti) e 18:45 (15 minuti). Di domenica vengono trasmesse due edizioni alle 12:40 (20 minuti) e alle 18:45 (15 minuti). I programmi regionali in lingua italiana vengono trasmessi alternativamente un giorno da Bolzano e un giorno da Trento e in orari più accessibili rispetto a quelli televisivi (14:15-15:30 dal lunedì al sabato e 14:00-14:30 la domenica), ciò fa sì che gli ascolti siano maggiori. Solitamente la Sede di Bolzano trasmette programmi in diretta con intervento degli ascoltatori o comunque di maggiore attualità, mentre la sede di Trento divide lo spazio in più trasmissioni registrate.

### Concorrenza
In Alto Adige esistono tre emittenti radiofoniche private in lingua italiana, tuttavia nessuna di queste crea concorrenza alla Sede di Bolzano, dato che la programmazione delle radio private è differente rispetto a quella della radio pubblica.

## Internet
Dal luglio 2006 la RAI di Bolzano ha una pagina web trilingue. Oltre alla sede per il Friuli Venezia Giulia, al momento è l'unica sede d'Italia a poter vantare un proprio sito. Sul sito della Sede è possibile guardare o ascoltare le ultime edizioni dei notiziari nelle tre lingue provinciali, nonché ascoltare la radio live. Il sito è stato totalmente rinnovato nell'agosto 2011.

## Giornalisti

### Notiziari
- Roberto Vivarelli (Caporedattore)
- Piergiorgio Veralli (Vicecaporedattore)
- Floriana Gavazzi (caposervizio)
- Lucio Giudiceandrea (inviato)
- Luigi Grella (caposervizio)
- Roberto Morelli (caposervizio)
- Sergio Mucci (caposervizio)
- Marco Passarello (caposervizio)
- Fernanda Scarmagnan (caposervizio)
- Antonio Signorini (caposervizio)
- Matteo Battistella
- Diana Benedetti
- Cinzia Berardi
- Barbara Ciolli
- Francesco Clementi
- Silvia Fabbi
- Davide Guagnano
- Valentina Leone
- Simona Peluso
- Anna Saccoccio
- Maria Serena Wiedenstritt
- Filippo Pitscheider (Telecineoperatore)

Alla redazione del TG collaborano anche tecnici e giornalisti delle strutture tedesca e ladina.

## Loghi

2000 - 18 maggio 2010
18 maggio 2010 - 2013
2013 - 16 gennaio 2018
16 gennaio 2018 - 25 Agosto 2025